# Вильденовия
Вильденовия (лат. Willdenowia) — род травянистых цветковых растений семейства Рестиевые (Restionaceae).
Представители рода являются эндемиками Западно-Капской провинции в Южной Африке, произрастают среди кустарников финбоша.

## Название
Род назван Карлом Тунбергом в честь Карла Людвига Вильденова (1765—1812), немецкого ботаника, одного из величайших систематиков своего времени.
В германии с 1954 года издаётся одноимённый ботанический журнал Willdenowia.

## Описание
Корневищные многолетние двудомные растения, как правило с круглыми в сечении и ветвящимися стеблями (хотя рестиевые обычно имеет простые одиночные стебли). Пластинки листьев извилистые и жёсткие. Мужские цветы образуют многочисленные колоски, собранные в кисти. Женские колоски одиночные или в группе. Околоцветник обычно имеет шесть неравных сегментов.

## Таксономия
Willdenowia Thunb. Kongl. Vetenskaps Academiens Nya Handlingar 11: 26. 1790.  non Willd. Species Plantarum. Editio quarta 4(2): 717. 1806.

### Синонимы
Все синонимы являются гетеротипными:
- Willdenovia Thunb., Fl. Cap.: 312 (1811), orth. var.
- Nematanthus Nees, Linnaea 5: 661 (1830)
- Spirostylis Nees ex Mast., J. Linn. Soc., Bot. 10: 271 (1869)[~ 1]

### Виды
Род содержит 12 видов.
- Willdenowia affinis Pillans
- Willdenowia arescens Kunth
- Willdenowia bolusii Pillans
- Willdenowia glomerata (Thunb.) H.P.Linder
- Willdenowia humilis Nees ex Mast.
- Willdenowia incurvata (Thunb.) H.P.Linder typus[1]
- Willdenowia pilleata H.P.Linder
- Willdenowia purpurea Pillans
- Willdenowia rugosa Esterh.
- Willdenowia stokoei Pillans
- Willdenowia sulcata Mast.
- Willdenowia teres Thunb.

## Комментарии
1. ↑  Родовое название Spirostylis использовалось и другими авторами. См. Spirostylis.